# Fågeltjärnen, Ångermanland
Fågeltjärnen är en sjö i Örnsköldsviks kommun i Ångermanland och ingår i Moälvens huvudavrinningsområde.